# Джордж Барро
Джордж Барро (англ. George Barraud; 17 грудня 1889, Паддінгтон, Лондон, Англія — січень 1970, Лондон) — британський кіноактор.

## Вибрана фільмографія
- 1923 — Маленький старий Нью-Йорк
- 1923 — Палаюча молодість
- 1924 — Людина-вовк
- 1928 — Дочка Неда МакКобба
- 1928 — Тропічне божевілля
- 1929 — Судовий процес Белламі
- 1929 — Кінець місіс Чейні
- 1929 — Жінка до жінки
- 1930 — Алея павичів
- 1931 — Щасливий кінець
- 1932 — Повернення Раффлза
- 1932 — Жінки, які грають
- 1933 — Після настання темряви
- 1934 — Великі сподівання
- 1934 — Чарлі Чан у Лондоні
- 1935 — Таємнича жінка
- 1936 — Обвинувачений
- 1936 — Двоє на порозі
- 1936 — Показати квартиру
- 1936 — Розмова диявола
- 1939 — Вкрадене життя